# Zeuxine philippinensis
Zeuxine philippinensis är en orkidéart som först beskrevs av Oakes Ames, och fick sitt nu gällande namn av Oakes Ames. Zeuxine philippinensis ingår i släktet Zeuxine och familjen orkidéer. Inga underarter finns listade i Catalogue of Life.